# Clásica de Ordizia 2016
La 93.ª edición de la Clásica de Ordizia fue una carrera ciclista que se disputó el 25 de julio de 2016 sobre un trazado de 165,7 kilómetros con inicio y final en Ordizia.
La prueba perteneció al UCI Europe Tour 2016 de los Circuitos Continentales UCI, dentro de la categoría 1.1.
La carrera fue ganada por el corredor británico Simon Yates del equipo Orica-BikeExchange, en segundo lugar Ángel Madrazo (Caja Rural-Seguros RGA ) y en tercer lugar Alexander Vdovin (Lokosphinx).

## Equipos participantes
| WorldTeams (2)- Movistar Team - Orica-BikeExchange Equipos continentales profesionales (4)- Caja Rural-Seguros RGA - Androni Giocattoli-Sidermec - Delko-Marseille Provence-KTM - Funvic Soul Cycles-Carrefour Equipos continentales (8)- Euskadi Basque Country-Murias - Massi-Kuwait Project - Lokosphinx - Boyacá Raza de Campeones - Inteja-MMR Dominican - Burgos-BH - Manzana Postobón - Dare Gobic |
| |

## Clasificaciones finales
Las clasificaciones finalizaron de la siguiente forma:
| \| Clasificación general \| Clasificación general \| Clasificación general \| Clasificación general \| Clasificación general \| \| Ciclista \| Ciclista \| Equipo \| Tiempo \| \| \| --------------------- \| --------------------- \| ----------------------------- \| --------------------- \| --------------------- \| \| 1.º \| Simon Yates \| Orica-BikeExchange \| 3 h 49 min 50 s \| \| \| 2.º \| Ángel Madrazo \| Caja Rural-Seguros RGA \| + 34 s \| \| \| 3.º \| Alexander Vdovin \| Lokosphinx \| + 34 s \| \| \| 4.º \| Javi Moreno Bazán \| Movistar Team \| + 34 s \| \| \| 5.º \| David Belda \| Roth \| + 34 s \| \| \| 6.º \| Hugh Carthy \| Caja Rural-Seguros RGA \| + 43 s \| \| \| 7.º \| Karol Domagalski \| ONE Pro Cycling \| + 46 s \| \| \| 8.º \| Garikoitz Bravo \| Euskadi Basque Country-Murias \| + 46 s \| \| \| 9.º \| Pello Bilbao \| Caja Rural-Seguros RGA \| + 46 s \| \| \| 10.º \| Sergio Higuita \| Manzana Postobón \| + 46 s \| \| |                   |                               |                 |
| |                   |                               |                 |
| |                   |                               |                 |
| Clasificación general |                   |                               |                 |
| Ciclista | Ciclista          | Equipo                        | Tiempo          |
| 1.º | Simon Yates       | Orica-BikeExchange            | 3 h 49 min 50 s |
| 2.º | Ángel Madrazo     | Caja Rural-Seguros RGA        | + 34 s          |
| 3.º | Alexander Vdovin  | Lokosphinx                    | + 34 s          |
| 4.º | Javi Moreno Bazán | Movistar Team                 | + 34 s          |
| 5.º | David Belda       | Roth                          | + 34 s          |
| 6.º | Hugh Carthy       | Caja Rural-Seguros RGA        | + 43 s          |
| 7.º | Karol Domagalski  | ONE Pro Cycling               | + 46 s          |
| 8.º | Garikoitz Bravo   | Euskadi Basque Country-Murias | + 46 s          |
| 9.º | Pello Bilbao      | Caja Rural-Seguros RGA        | + 46 s          |
| 10.º | Sergio Higuita    | Manzana Postobón              | + 46 s          |